# 52872 Okyrhoe
52872 Okyrhoe este o planetă minoră (asteroid), cu un diametru de 36 km, din Centaur. A fost descoperită pe 19 septembrie 1998 la Observatorul Național Kitt Peak de Spacewatch și a fost numită după Ocyrhoe⁠(d). 
Obiectul prezintă o orbită caracterizată de o semiaxă mare de 8,3700301856513 UAi, o excentricitate de 0,306, o înclinație de 15,66 ° în raport cu ecliptica.